# Sonic hedgehog
|  | For computerspilsfiguren, se Sonic the Hedgehog |
Sonic hedgehog eller  SHH er et protein som i mennesker er kodet for af genet SHH ("sonic hedgehog"). Både genet og proteinet findes også med den alternative notering "Shh".
Sonic hedgehog (SHH) indgår i pattedyrs signaltransduktion. Det er et af tre membranproteiner i familien “hedgehog” - de to andre er Desert hedgehog (DHH) og Indian hedgehog (IHH). SHH er den bedst studerede del af hedgehog-signalvejen. Den spiller en vigtig rolle i regulering af hvirveldyrs organdannelse, såsom vækst af ekstremiteter på lemmer og organiseringen af hjernen. Sonic hedgehog er et af de bedste eksempeler på et molekyle der diffunderer så der dannes en koncentrationsgradient med forskellige effekter på celler i det udviklende embryo afhængigt af koncentrationen. SHH forbliver vigtig i voksne, da det også kontrollerer celledelingen af voksne stamceller og har implikationer for udvikling af nogle typer cancer.

## Opdagelse og navngivning
Genet for Hedgehog (som betyder pindsvin på dansk) blev først identificeret i frugtfluen Drosophila melanogaster i en serie af klassiske mutationsundersøgelser, nærmere bestemt genetiske screeninger, udført af Christiane Nüsslein-Volhard  og Eric Wieschaus, som blev publiceret i 1980.. Disse genetiske undersøgelser gav dem Nobelprisen i fysiologi eller medicin i 1995 sammen med udviklingsgenetikeren Edward B. Lewis, der identificerede generne, der kontrollerer segmentationsmønstre, som kan observeres i Drosophila-embryoer. Embryoet af mutantfænotypen, der har mistet funktionen, og som designeres hh, er dækket af små stikkende projektioner, der minder om pindene på et pindsvin.
Undersøgelser er rettet mod at finde et ækvivalent gen til hedgehog i hvirveldyr af Philip Ingham, Andrew P. McMahon, and Clifford Tabin, som fandt tre homologe gener. To af disse, desert hedgehog og Indian hedgehog, blev navngivet efter arter af pindsvin, mens sonic hedgehog blev navngivet efter SEGA's videospilskarakter Sonic the Hedgehog. Navnet blev givet af Robert Riddle, som var postdoc i Tabins laboratorium, efter han så en tegneserie med Sonic, som hans datter havde købt i England.

## Kontroverser omkring navngivning
Dette gen er associeret med en svær tilstand kaldet holoprosencephali, hvilket resulterer i svære hjerne-, kranie- og ansigtsdefekter. Dette har medført at klinikker og forskere har kritiseret navnet for at være upassende. Det er ikke en humoristisk situation, hvis patienter eller forældre til patienter med en alvorlig sygdom skal forklares, at de eller deres barn har en mutation i deres sonic hedgehog.

## Yderligere læsning
- Dorus S, Anderson JR, Vallender EJ, Gilbert SL, Zhang L, Chemnick LG, Ryder OA, Li W, Lahn BT (2006). "Sonic Hedgehog, a key development gene, experienced intensified molecular evolution in primates". Human Molecular Genetics. 15 (13): 2031-7. doi:10.1093/hmg/ddl123. PMID 16687440.
- Gilbert, Scott F. (2000). Developmental biology (6th udgave). Sunderland, Mass: Sinauer Associates. ISBN 0-87893-243-7.
- Kim J, Kim P, Hui CC (2001). "The VACTERL association: lessons from the Sonic hedgehog pathway". Clinical Genetics. 59 (5): 306-15. doi:10.1034/j.1399-0004.2001.590503.x. PMID 11359461.
- Morton JP, Lewis BC (2007). "SHH signaling and pancreatic cancer: implications for therapy?". Cell Cycle. 6 (13): 1553-7. doi:10.4161/cc.6.13.4467. PMID 17611415.
- Mullor JL, Sánchez P, Ruiz i Altaba A (2003). "Pathways and consequences: Hedgehog signaling in human disease". Trends Cell Biol. 12 (12): 562-9. doi:10.1016/S0962-8924(02)02405-4. PMID 12495844.
- Nanni L, Ming JE, Du Y, Hall RK, Aldred M, Bankier A, Muenke M (2001). "SHH mutation is associated with solitary median maxillary central incisor: a study of 13 patients and review of the literature". American Journal of Medical Genetics. 102 (1): 1-10. doi:10.1002/1096-8628(20010722)102:13.0.CO;2-U. PMID 11471164.
- Williams JA (2006). "Hedgehog and spinal cord injury". Expert Opinion on Therapeutic Targets. 9 (6): 1137-45. doi:10.1517/14728222.9.6.1137. PMID 16300466.